# Palcares
Palcares is een geslacht van hooiwagens uit de familie Gonyleptidae.
De wetenschappelijke naam Palcares is voor het eerst geldig gepubliceerd door Roewer in 1957. 

## Soorten
Palcares omvat de volgende 3 soorten:
- Palcares inermis
- Palcares serrifemur
- Palcares spiniger